# ネルソン・パヤノ
ネルソン・ラファエル・パヤノ（Nelson Rafael Payano, 1982年11月13日 - ）は、ドミニカ共和国サントドミンゴ出身のプロ野球選手（投手）。

## 経歴

### プロ入りとマイナー時代
2000年に、アトランタ・ブレーブスと契約を結んだ。
2003年は、傘下ルーキーリーグのガルフ・コースト・リーグ・ブレーブスで13試合に登板した。
2004年は、傘下ルーキーリーグのガルフ・コースト・リーグ・ブレーブスと傘下アドバンスルーキーリーグのダンビル・ブレーブスで計14試合に登板した。
2005年は、傘下Aのローム・ブレーブスで1試合に登板するに留まった。
2006年は、傘下ルーキーリーグのガルフ・コーストリーグ・ブレーブスと、傘下Aのローム・ブレーブスと、傘下アドバンスAのマートルビーチ・ペリカンズで計23試合に登板した。
2007年は、傘下アドバンスAのマートルビーチ・ペリカンズと傘下AAのミシシッピ・ブレーブスで計43試合に登板した。
2008年は、傘下AAのミシシッピ・ブレーブスで27試合に登板した。シーズン途中に、グレッグ・ノートンとのトレードでシアトル・マリナーズへ移籍した。ここでは、傘下AAのウェストテン・ダイヤモンドジャックスで14試合に登板した。成績は中継ぎで41試合登板、4勝3敗、防御率4.16。67イニングで65奪三振、42四球だった。

### 中日時代
2009年、中日ドラゴンズへ入団。前年オフに参加したドミニカ・ウィンターリーグでの好投が、同リーグを視察中だった当時の中日一軍バッテリーチーフコーチの森繁和の目に留まったことから獲得が決まった。オープン戦で結果を残したことから、同じドミニカ出身で前年に入団したマキシモ・ネルソンと共に、公式戦の開幕を一軍で迎えた。4月5日の対横浜戦で来日初登板。無死一・二塁のピンチを無失点に抑えると、以降は貴重な左のセットアッパーとして働いた。シーズン通算では、一軍公式戦に34試合登板。防御率が2.08と安定していた。しかし実際には、奪三振こそ多いものの、制球難から四球で自滅するシーンも目立った。8月7日の対横浜ベイスターズ戦では、8回裏無死ランナーなしからリリーフに立ったが、11球続けてストライクを取れずに3者連続四球を記録。1アウトすら取れないまま降板を命じられたばかりか、翌日に出場選手登録を抹消された。
シーズン終了の直後には、中日でプレーを続けることを希望したため、球団側も再契約の方向で調整していた。しかし、パヤノ側が球団の提示した年俸（推定20万ドル）を上回る金額（最低25万ドル）を要求したことから残留交渉が決裂。パヤノも日本流の長時間練習に馴染めなかったことなどから、メジャーリーグへの再挑戦を決意した。結局、中日は12月10日にパヤノの退団を正式に発表。12月14日付で、セントラル・リーグから自由契約選手として公示された。

### アストロズ傘下時代
2010年に、カンザスシティ・ロイヤルズとマイナー契約を結んだ。スプリングトレーニング中に、解雇された。その後4月19日に、ヒューストン・アストロズと契約を結んだ。傘下AAのコーパスクリスティ・フックスで26試合に登板したが、成績不振で、7月11日に、解雇された。

### メキシカンリーグ時代
2012年は、メキシカンリーグのタバスコ・キャトルメンでプレーした。
2013年は、同リーグのモンテレイ・サルタンズでプレーした。

### 中日復帰
2013年12月12日、中日への5年ぶりの復帰が発表された。
2014年は、オープン戦では制球を乱して自滅することが多く、開幕を二軍で迎えるも、23試合に登板した。11月28日に自由契約公示された。

### 中日退団後
2015年、10月から母国ドミニカのウィンターリーグ、リーガ・デ・ベイスボル・プロフェシオナル・デ・ラ・レプブリカ・ドミニカーナのレオネス・デル・エスコヒードでプレー。

## プレースタイル
最速150km/h超のストレートとキレの良いスライダーでねじ伏せるタイプ。他に、チェンジアップも投げる。
奪三振は多いが、コントロールが悪く与四死球も多い。

## 詳細情報

### 年度別投手成績
| 年 度     | 球 団     | 登 板 | 先 発 | 完 投 | 完 封 | 無 四 球 | 勝 利 | 敗 戦 | セ 丨 ブ | ホ 丨 ル ド | 勝 率 | 打 者 | 投 球 回 | 被 安 打 | 被 本 塁 打 | 与 四 球 | 敬 遠 | 与 死 球 | 奪 三 振 | 暴 投 | ボ 丨 ク | 失 点 | 自 責 点 | 防 御 率 | W H I P |
| --------- | --------- | ----- | ----- | ----- | ----- | -------- | ----- | ----- | -------- | ----------- | ----- | ----- | -------- | -------- | ----------- | -------- | ----- | -------- | -------- | ----- | -------- | ----- | -------- | -------- | ------- |
| 2009      | 中日      | 34    | 0     | 0     | 0     | 0        | 2     | 1     | 0        | 6           | .667  | 126   | 30.1     | 17       | 3           | 17       | 0     | 1        | 39       | 0     | 1        | 9     | 7        | 2.08     | 1.12    |
| 2014      | 中日      | 23    | 0     | 0     | 0     | 0        | 0     | 2     | 0        | 3           | .000  | 104   | 24.1     | 14       | 2           | 16       | 0     | 4        | 26       | 1     | 2        | 8     | 7        | 2.59     | 1.23    |
| 通算：2年 | 通算：2年 | 57    | 0     | 0     | 0     | 0        | 2     | 3     | 0        | 9           | .400  | 230   | 54.2     | 31       | 5           | 33       | 0     | 5        | 65       | 1     | 3        | 17    | 14       | 2.30     | 1.17    |

- 2014年度シーズン終了時

### 記録
NPB
- 初登板：2009年4月5日、対横浜ベイスターズ3回戦（ナゴヤドーム）、8回表に4番手で救援登板、1回無失点
- 初奪三振：同上、8回表に金城龍彦から見逃し三振
- 初ホールド：2009年4月7日、対東京ヤクルトスワローズ1回戦（明治神宮野球場）、7回裏1死に2番手で救援登板、1/3回無失点
- 初勝利：2009年6月30日、対阪神タイガース6回戦（ナゴヤドーム）、6回表に4番手で救援登板、2回無失点

### 背番号
- 45 （2009年）
- 47 （2014年）